# Anders Richman den äldre
Anders Reinhold Richman, född 1776 i Sundborn, Dalarna, död okänt år, var en svensk  målare.
Han var son till Otto Fredric Richman och Johanna Polheimer. När det gäller Richmans arbeten råder en viss osäkerhet, några av hans arbeten har tillskrivits hans namne målarmästaren Anders Richman som troligen var en släkting verksam i Dalarna.  